# Zastava M49
Zastava M49 — югославский пистолет-пулемёт калибра 7,62 мм, разработанный компанией «Застава Оружие» для Югославской народной армии.

## Описание
По общей компоновке M49 повторяет советский ППШ, использует аналогичный патрон и магазины, ударно-спусковой механизм, однако, в отличие от советского пистолета-пулемёта, ствольная коробка не прямоугольная штампованная, а цилиндрическая фрезерованная, затвор также имеет цилиндрическую форму схожую с итальянским ПП Beretta MAB 38.
M49 может вести как одиночный, так и непрерывный огонь. Переключатель режима огня находится перед спусковым крючком над спусковой скобой. Предохранитель в виде кнопки находится на прикладе ближе к спусковому крючку. В отличие от разработанного позднее M56 со складным металлическим прикладом, у данного пистолета-пулемета приклад выполнен из дерева, как у винтовки M48. Сходством с ППШ является возможность использования коробчатого магазина на 35 патронов и барабанного на 71 патронов, а также наличие защёлки-фиксатора, позволяющей отсоединить магазин. Разборка осуществляется благодаря откручивания крышки на ствольной коробке, что позволяет вытащить все детали.
Также была создана модификация M49/57, отличающаяся от оригинала незначительными деталями. На замену M49 позднее пришла модель пистолета-пулемёта M56, а также прототипы автоматов M64 и M64A. Оружие, однако, хранилось на складах до 1990-х годов, когда они попали в руки различных вооружённых формирований времён Югославских войн.